# Клокочеваць (Хорватія)
45°35′ пн. ш. 17°01′ сх. д. / 45.58° пн. ш. 17.02° сх. д.
Клокочеваць (хорв. Klokočevac) — населений пункт у Хорватії, у Б'єловарсько-Білогорській жупанії у складі міста Б'єловар.

## Населення
Населення за даними перепису 2011 року становило 828 осіб.
Динаміка чисельності населення поселення: